# 七十二家房客 (1973年電影)
《七十二家房客》是1973年由邵氏電影公司及電視廣播有限公司聯合出品的一部香港粵語港產片，由楚原執導，岳華、井莉、田青、胡錦、沈殿霞、何守信和劉一帆領銜主演。
《七十二家房客》是十分道地的喜劇，情節令人從中一窺當年香港社會的人生百態。《七十二家房客》是1973年度票房最高的電影，並復興了自1960年代末以降日漸式微的香港粵語電影製作。1974年，楚原執導了改編自無綫電視情境劇集《七十三》的邵氏粵語電影《香港73》，同樣動員了不少邵氏及無綫藝人演出，當中也包括有份參演《七十二家房客》的演員，例如岳華、井莉、劉午琪、何守信、梁天及俞明等。
2005年，《七十二家房客》獲香港電影金像獎協會票選為「最佳華語片一百部」之一。
2010年由邵氏兄弟（香港）有限公司、無綫電視與銀都機構合作拍攝的香港電影《72家租客》也是以《七十二家房客》為藍本。

## 劇情大綱
在一幢舊式的庭院裡，租住著七十二家房客。不消說，他們都是小市民。包租婆八姑（胡錦飾），風騷刁潑；其丈夫包租公太子炳（田青飾），橫行霸道，作威作福。二人生性尖酸刻薄，令眾房客憎惡。二人遂常指使好吃懶做、愛貪小便宜的巡警三六九（劉一帆飾）設法捉弄房客。二人的養女阿香（井莉飾）則樂於助人。 
一天，八姑限房客每天只能用兩桶水，從事洗熨的上海婆（沈殿霞飾）率先抗議，眾房客支持。加上發仔（岳華飾）、白欖福（何守信飾）附和，引出許多是非來……

## 電影特色

### 歷史
《七十二家房客》票房比由武打巨星李小龍主演的《猛龍過江》更高，稱霸1973年香港票房總冠軍。這部電影的成功，使粵語電影在香港沉寂三年之后，再度登上高峰。
《七十二家房客》改編自同名舞台劇，本為1940年代的創作；其後亦有人重拍，但論成績則始終未及這個1970年代的香港電影版。編導楚原把原著改編，電影的背景雖為1950年代至1960年代，反映的卻是1970年代的社會現象，內容切合時弊，配上當紅的影視明星主演，自然深得觀眾喜愛。

### 故事
故事由多個小段落串連而成，劇情本身頗為零碎，有點像電視劇集。戲中主演和客串的演員極多，除了岳華、井莉、田青、胡錦、沈殿霞、何守信和劉一帆等主力陣容外，客串的影視紅星不少，例如李修賢、鄭少秋、陳觀泰、宗華、何莉莉、劉丹、羅蘭等等，超過40多位一線演員，不少情節為了遷就他們逐一露面，故事性相對變得比較薄弱。不過整體來說，惹笑的情節不會讓觀眾失望。

### 場景
細心的觀眾定會發現，這部電影的所有場景都在攝影廠內搭建而成。這種仿1940年代至1950年代荷里活片廠的拍攝制度，恰巧和這部電影的風格配合，令全片充滿舞台氣氛。正如前述，本片由舞台劇改編，看來編導亦有意保留原作神髓，運鏡和分場方面揉合舞台劇的特色，多番以中遠鏡頭和定機拍攝，演員在片中多場群戲喜歡全部走到畫面的中間大講特講，室內的場面也多以單一角度為主。

## 演員表

### 領銜主演
| 演員                     | 角色   |
| 岳華                     | 發仔   |
| 井莉（粵語配音：潘滿儔） | 阿香   |
| 田青（粵語配音：馮淬帆） | 太子炳 |
| 胡錦（粵語配音：湘漪）   | 八姑   |
| 沈殿霞                   | 上海婆 |
| 何守信                   | 白欖福 |
| 劉一帆                   | 三六九 |

### 其他演員
| 演員                       | 角色             |
| 鄭康業                     | 上海佬           |
| 南紅                       | 福嫂             |
| 梁天                       | 韓先生（韓一世） |
| 葉靈芝（粵語配音：區瑞華） | 韓師奶           |
| 王清河（粵語配音：金雷）   | 楊伯             |
| 黃侃（粵語配音：李忠強）   | 陳伯             |
| 歐陽莎菲                   | 陳妻             |
| 張詩樂（楚原之子）         | 福仔             |
| 李壽祺                     | 和記             |
| 陳美華                     | 和記女           |
| 井淼                       | 金醫生           |

### 客串演員
| 演員                       | 角色       |
| 何莉莉（粵語配音：潘滿儔） | 艇妹       |
| 劉午琪                     | 艇妹       |
| 施思                       | 學生       |
| 顧秋琴                     | 學生       |
| 葛荻華                     | 導遊女     |
| 江玲                       | 導遊女     |
| 谷峰                       | 導遊社老闆 |
| 貝蒂                       | 導遊社老闆 |
| 楚原                       | 賊仔       |
| 李修賢                     | 賊仔       |
| 王光裕                     | 賊仔       |
| 杜平                       | 消防員     |
| 鄭少秋                     | 消防員     |
| 楊澤霖                     | 消防員     |
| 許冠英                     | 消防員     |
| 程剛（粵語配音：金雷）     | 闊少       |
| 李皓                       | 傍友       |
| 陸阡                       | 剃刀門眉   |
| 陳觀泰（粵語配音：丁羽）   | 警察       |
| 王鍾                       | 荷官       |
| 詹森（粵語配音：金雷）     | 天文台     |
| 彭鵬                       | 大排檔     |
| 劉慧玲                     | 妓女       |
| 羅蘭                       | 導遊社傭嫂 |
| 俞明                       | 局長       |
| 劉丹                       | 局長副官   |
| 尤芷韻                     | 大妗       |
| 林風                       | 一四七     |
| 羅漢                       | 二五八     |
| 宗華（粵語配音：金雷）     | 手車伕     |

## 外部連結
- 香港影庫上《七十二家房客》的資料（繁體中文）
- 时光网上《七十二家房客》的資料（简体中文）
- 豆瓣电影上《七十二家房客》的資料 （简体中文）
- AllMovie上《七十二家房客》的资料（英文）
- 互联网电影数据库（IMDb）上《七十二家房客》的资料（英文）